# Biserica „Adormirea Maicii Domnului” din Ciocănești
Biserica „Adormirea Maicii Domnului” din Ciocănești este un monument istoric aflat pe teritoriul satului Ciocănești, comuna Ciocănești. Această biserică a fost construită în anul 1850, însă a fost rezidită din temelii de către boierul Grigore Constantinescu  și finalizată la 12 Aprilie 1874, potrivit pisaniei de la intrare.

## Galerie

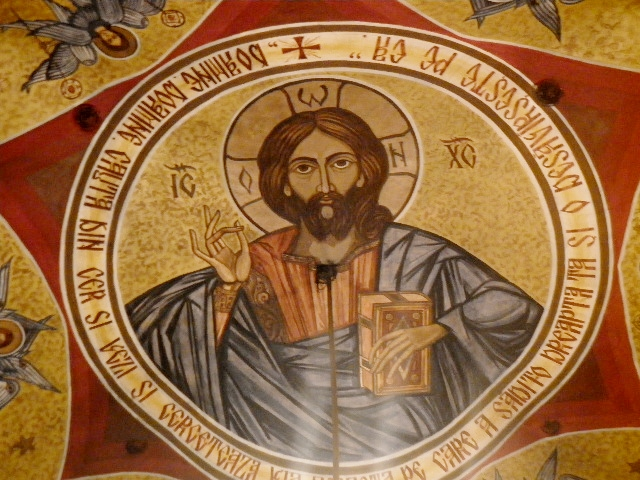
Frescă din naos
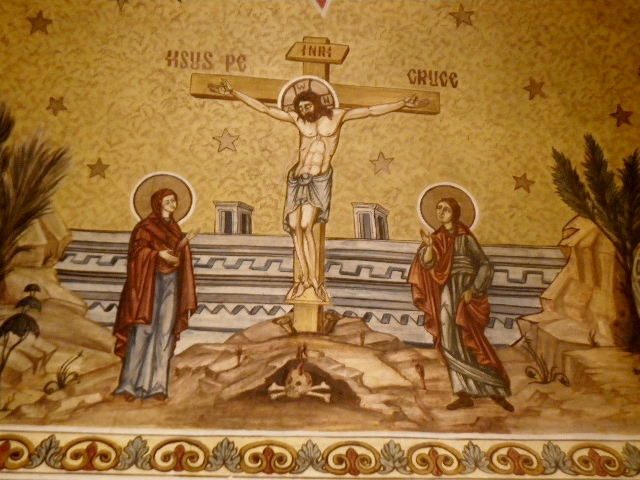
Frescă din naos
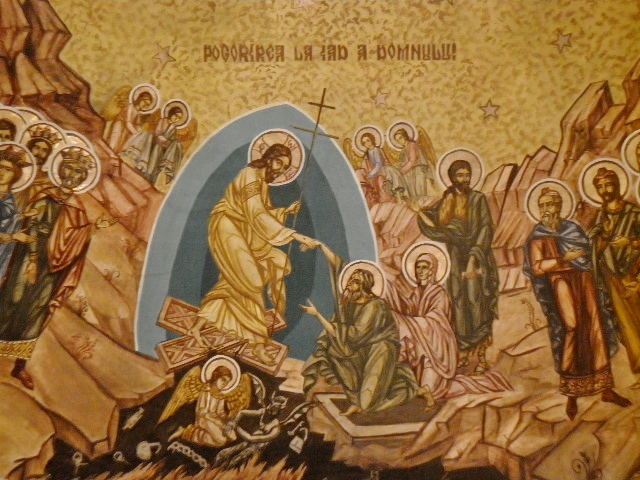
Frescă din naos
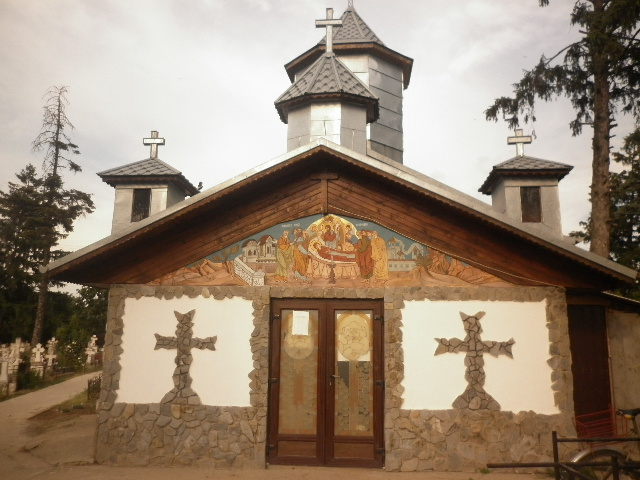
Vedere din față
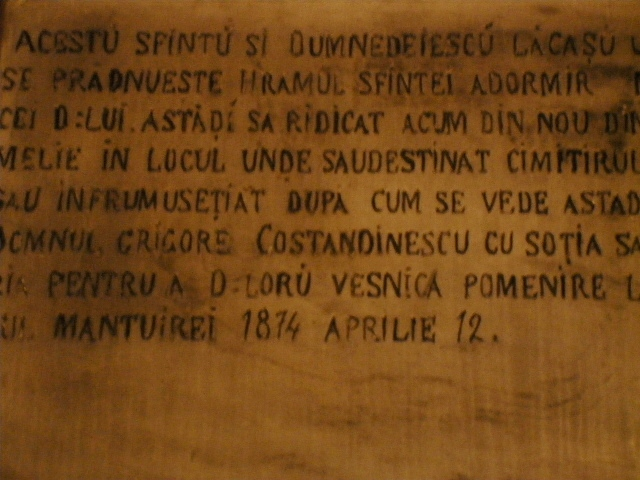
Pisania de la intrarea în biserică